# Euscoturopsis extensa
Euscoturopsis extensa är en fjärilsart som beskrevs av Erich Martin Hering 1925. Euscoturopsis extensa ingår i släktet Euscoturopsis och familjen tandspinnare. Inga underarter finns listade i Catalogue of Life.